# 2441 Hibbs
2441 Hibbs је астероид главног астероидног појаса са пречником од приближно 9,93 .
Афел астероида је на удаљености од 2,872 астрономских јединица (АЈ) од Сунца, а перихел на 1,945 АЈ.
Ексцентрицитет орбите износи 0,192, инклинација (нагиб) орбите у односу на раван еклиптике 3,740 степени, а орбитални период износи 1365,874 дана (3,739 године).
Апсолутна магнитуда астероида је 13,90 а геометријски албедо 0,049.
Астероид је откривен 25. јуна 1979. године.